# 2018 у футболі
Нижче наведені футбольні події 2018 року у всьому світі.
- 2 лютого: на Чемпіонаті африканських націй перемогу вперше здобула команда Марокко[1].
- 16 травня: Мадридський Атлетіко переміг Олімпік Марсель у фіналі Ліги Європи УЄФА 2018, втретє здобувши перемогу в цьому турнірі[2].
- 24 травня: у Фіналі Ліги чемпіонів УЄФА серед жінок, що відбувся у Києві, «Олімпік Ліон» переміг «Вольфсбург»[3].
- 26 травня: Реал Мадрид переміг Ліверпуль у фіналі розіграшу Ліги чемпіонів УЄФА 2017—2018 на НСК «Олімпійський» та здобув титул утретє поспіль[4].
- 14 червня — 15 липня: Чемпіонат світу з футболу 2018 у Росії. У фіналі збірна Франції перемогла збірну Хорватії і стала дворазовим чемпіоном світу[5].
- 15 серпня — «Атлетіко (Мадрид)» переміг «Реал Мадрид» у матчі за Суперкубка УЄФА[6].
- 6 вересня — розпочався перший турнір Ліги націй УЄФА за участю чоловічих збірних команд 55 членів асоціацій УЄФА[7].
- 24 вересня — гравець збірної Хорватії з футболу та іспанського клубу «Реал Мадрид» Лука Модрич визнаний найкращим гравцем 2018 року за версією FIFA[8].
- 27 вересня — за рішенням УЄФА Чемпіонат Європи з футболу 2024 року прийматиме Німеччина[9].
- 3 грудня — хорват Лука Модрич отримав «Золотий м'яч-2018»[10].
- 9 грудня — аргентинський Рівер Плейт переміг у Кубку Лібертадорес[11].
- 22 грудня — переможцем Клубного чемпіонату світу з футболу 2018 року став іспанський «Реал Мадрид», який у фіналі переміг еміратський «Аль-Айн»[12].

### Україна
- 9 травня — донецький Шахтар переміг київське Динамо у фіналі кубка України з футболу та завоював титул у 12-й раз[13].
- 13 травня — донецький Шахтар став чемпіоном України з футболу в 11-й раз[14].
- 22 травня — Національна поліція України повідомила про масштабну спецоперацію у справі про договірні матчі в українському футболі. Під підозрою 35 клубів; задокументовано, як мінімум, 57 епізодів злочинів, до яких причетні більше 328 осіб[15].
- 21 липня — київське «Динамо» перемогло донецький «Шахтар» у матчі за Суперкубок України з футболу та здобуло титул ушосте[16].
- 19 листопада — за підсумками групового етапу Ліги націй УЄФА 2018—2019 збірна України з футболу зайняла 1 місце у групі В1 та в наступному розіграші Ліги націй УЄФА зіграє в елітній Лізі А[17].
- 21 листопада — Федерація футболу України довічно відсторонила шістьох колишніх гравців футбольного клубу Олімпік (Донецьк) після розгляду справи про договірні матчі[18].